# Лебедев, Артемий Андреевич
Арте́мий Андре́евич Ле́бедев (род. 13 февраля 1975, Москва, СССР) — российский дизайнер, предприниматель, блогер и путешественник.
В 1995 году Лебедев основал студию дизайна WebDesign, впоследствии переименованную в «Студию Артемия Лебедева», которая занимается созданием сайтов и автоматизацией дизайна, графическим и городским дизайном, архитектурой, системами навигации и другим проектами в сфере дизайна. Является автором «Ководства» — руководства по дизайну. Основатель агентства интернет-рекламы «Реклама.ру». В 2008 году стал представителем акционеров в компании SUP Media, владевшей русскоязычной версией блог-платформы «Живой Журнал». С октября 2023 года — директор по дизайну социальной сети «ВКонтакте».
С начала 2000-х годов Лебедев вёл блог в «Живом Журнале», где регулярно находился в рейтинге самых популярных русскоязычных блогеров. До 22 февраля 2023 года развивал собственный YouTube-канал, который был заблокирован за нарушение правил платформы.
В 2015 году Лебедев заявил, что посетил все 193 страны, входящие в ООН, а всего побывал на 262 территориях.

## Ранние годы
Родился 13 февраля 1975 года в Москве, в семье писательницы Татьяны Толстой и филолога-классика Андрея Лебедева, сына генерал-полковника Валентина Лебедева.
Детский сад и ясли не посещал. Учился в московских школах № 273 и № 583, с 7 по 8 класс — № 57, но в 1989 году вместе с родителями переехал в американский город Балтимор, где Татьяна Толстая преподавала русскую литературу. Там он год проучился в средней школе Парквиля и после вернулся в СССР, оставив родителей. Окончил гуманитарный класс московской школы № 57.
После школы поступил на факультет журналистики МГУ им. М. В. Ломоносова. Выбрал факультет журналистики потому, что там был низкий проходной балл, но на лекции не ходил и был отчислен со второго курса.

## Карьера
По словам Лебедева, дизайну он научился у Аркадия Троянкера, арт-директора «Еженедельного журнала» и «Итогов». Сам Троянкер считал Лебедева своим лучшим учеником.
В ряде интервью Лебедев заявляет, что ему не нравится положение дел в России с дизайном и он много работает, чтобы исправить это положение. Трудоголиком себя при этом не считает, а говорит, что ему «лень уйти с работы домой».
Летом 1992 года основал с партнёром студию «А-квадрат», в которой работал до конца года. В январе 1993 года основал студию «Артографика», где принимал участие в создании книг и журналов. По совместительству работал арт-директором компании «МакЦентр».
С 1999 года участвовал в движении ЕЖЕ, многократно выигрывал профессиональную премию РОТОР, присуждаемую этим движением.

### «Студия Артемия Лебедева»
В 1995 году Артемий Лебедев основал одну из крупнейших, известнейших и дорогих дизайн-студий России WebDesign, которая в 1998 году была переименована в «Студию Артемия Лебедева». Компания выполнила более двух с половиной тысяч работ, среди которых фирменные стили, книги, журналы, дорожные знаки, пиктограммы, графические и физические интерфейсы, сайты, объекты промдизайна и промышленной графики, витрины.
21 июня 2010 года Артемий объявил о прекращении работы студии с журналом «Афиша». Артемий заявил в своём блоге, что основанием для решения была фраза «толстые тётки».

#### «Бизнес-линч», «порка»
Одна из рубрик сайта заключалась в том, что любой желающий мог отправить Лебедеву графический объект или сайт, а он, в свою очередь, составлял своё критическое мнение этой работы. Рубрика называлась «Порка» и выпускалась ежеквартально. Позже рубрика была переименована в «Полит порку». К 2006 году рубрика была закрыта и удалена с сайта. 1 сентября того же года рубрика была восстановлена и называется «Бизнес-линч», но теперь рецензировал не только Лебедев. 1 сентября 2019 проект был прекращён.

### «Ководство»
В 1997 году Лебедев запустил проект под названием «Ководство». Проект призван рассказать о дизайне, проектировании интерфейсов, типографике, семиотике и визуализации. Параграфы периодически оформляются в книгу и распродаются в онлайн- и офлайн-магазинах «Студии».

### Лекции
Регулярно ездит по России с лекциями и мастер-классами о дизайне, где рассказывает про интерфейсы, информационный и промышленный дизайн, создание удобных и красивых вещей и т. д. В 2010 году вместе с Татьяной Толстой провёл дебаты на тему «Искусство провокации» в Колумбийском университете.

### Некоммерческие проекты
- metro.ru — сайт, посвящённый московскому метрополитену;
- sokr.ru — словарь сокращений;
- akunin.ru — собрание сочинений Акунина;
- tema.ru/rrr/ — «Н. Ж. М. Д.» коллекция инструкций, наклеек и этикеток, вывесок, плакатов, ценников, объявлений и другой печатной и рукописной продукции, содержащей смешные опечатки, неуместное словоупотребление или крайне неадекватный перевод с другого языка[35];
  - tema.ru/rrr/first/index.html — реестр «рекордов Рунета» с 1991 по 1999 год;
- aquarium.ru — сайт группы «Аквариум»;
- pelevin.ru — сайт Виктора Пелевина, который по словам автора и объекта сайта — полностью доделан[36];
- theatre.ru — сайт московской театральной жизни;
  - cultu.ru — побочный проект от сайта московской театральной жизни[37];
- vavilon.ru — союз самиздата;
- top.artlebedev.ru — рейтинг блогов, взамен закрытому сервису Яндекса[38].

### Оформление городов
С 2009 года Лебедев сотрудничал с Пермским центром развития дизайна, к концу года стал арт-директором этого центра. Под его руководством был разработан дизайн автобусных остановок в Перми. Входил в состав жюри конкурса творческих проектов сайта президента РФ.
Создал логотипы для городов Ярославля, Перми, Одессы и Калужской области (в ярославском логотипе блогеры обнаружили плагиат на логотип «UP&UP»). Участвовал в проекте по улучшению дорожных знаков в Киеве и Тюмени.
Разработал дизайн-код улиц Москвы. Придумал «Рекламное дерево» для города Перми.

### VK
10 октября 2023 года VK объявила о назначении Артемия Лебедева на должность директора по дизайну «ВКонтакте», где Лебедев будет управлять дизайном продуктов социальной сети и формировать подходы к работе над пользовательским интерфейсом.

## Блогинг

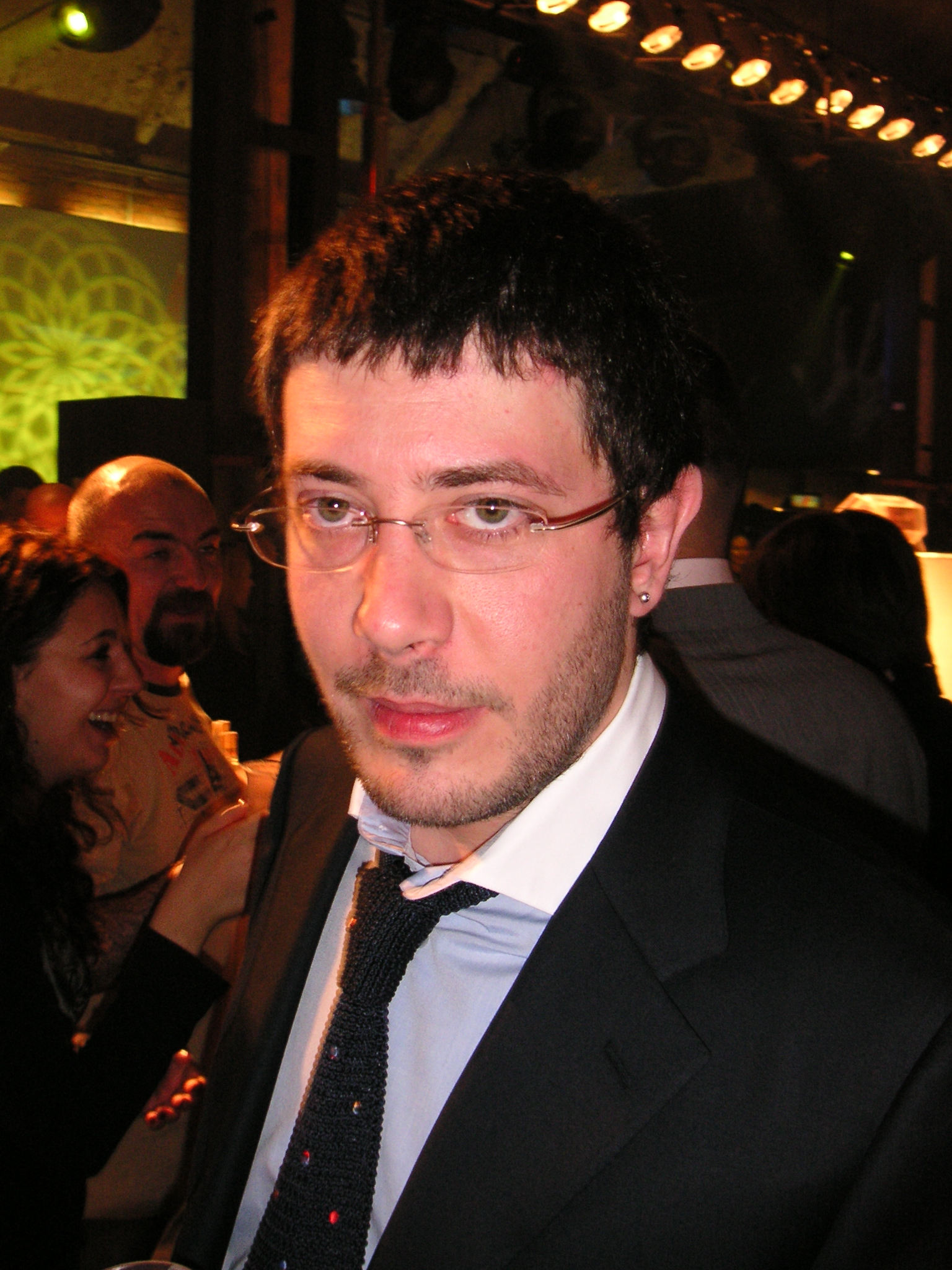
В 2005 году

В 1997 году Лебедев открыл сайт, где от имени Кати Деткиной писал обзоры рунета. 4 марта виртуальный герой был убит и написал собственный некролог.
Собственный блог Лебедев открыл в 2001 году на сайте блог-платформы «Живого Журнала». В 2008 году блог входил в тройку русских онлайн-дневников в топе Яндекса. «Живой журнал», по его словам, выбрал по той причине, что там была основная «движуха».
В марте 2011 года авиакомпания «Аэрофлот» подала в суд на Лебедева за порочащую деловую репутацию компании запись в блоге, где размещалось обвинение компании в воровстве и предложение читателям разместить в комментариях карикатурные изображения с использованием логотипа компании. Мещанский суд обязал Лебедева удалить из своего блока все «фотожабы», а также негативные оценки работы компании; мотивы принятого решения суд не объявил.
В октябре 2008 года становился «Президентом Грузии» (название должности главного модератора на сайте leprosorium.ru), но мгновенно был смещён с должности путём увода кармы до такой степени, что нельзя было даже авторизироваться под этим логином.
С 16 октября 2008 года стал представителем акционеров компании «Суп», владеющей русскоязычным сегментом сайта «Живой Журнал», благодаря приглашению издательского дома «Коммерсант», которая стала акционером компании.

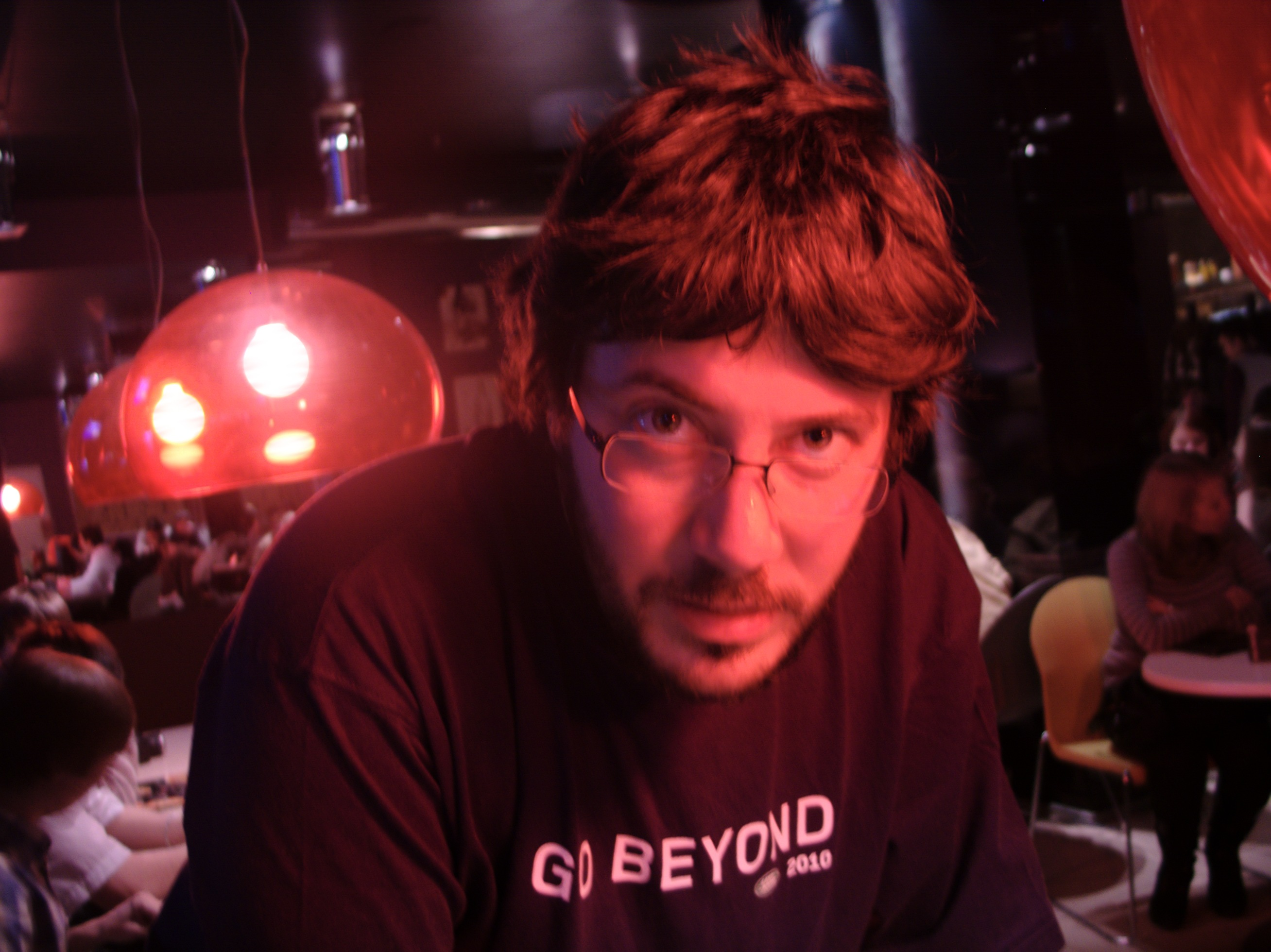
Лебедев завершает свою этнографическую экспедицию в Красноярске, 2008

Летом 2008 года блог был заблокирован конфликтной комиссией сайта из-за публикации полуобнажённой девушки, которая, по их мнению, была несовершеннолетней, но 12 июня восстановлен. Является одним из самых известных блогеров в рунете. Блог удалялся.
Объявлял конкурс «фотожаб», используя фотографию патриарха Кирилла, что повлекло очередной конфликт и подачу заявления от Александра Волкова в конфликтную комиссию Живого Журнала. Комиссия отказала в иске, но оригинальная фотография с патриархом была убрана из поста. После Артемий поблагодарил пресс-службу за рекламу рубрики.
В 2014 году Лебедев опубликовал две записи с критикой советских памятников, которые были восприняты как нападки на ветеранов Великой Отечественной войны. В 2015 году генерал С. М. Крамаренко отсудил у Лебедева миллион рублей, а в 2016 году вдова генерала П. Т. Михалицына — полмиллиона. Решения не вступили в силу.
29 мая 2019 года обвинил через свой Facebook-аккаунт в плагиате новый Youtube-проект Михаила Ходорковского «Ёшкин крот».
В декабре 2020 года Лебедев объявил о закрытии своего блога в «Живом журнале». В прощальном посте он сообщил, что переезжает на новый адрес на платформе Teletype.
С конца апреля 2019 года на собственном канале в YouTube обозревал новостную повестку в рубрике «Самые честные новости», также вёл тревел-блоги и обзоры дизайнерских решений в рубрике «Бизнес-линч».
22 февраля 2023 года YouTube заблокировал канал Лебедева, который незадолго до этого преодолел порог в 1 млн подписчиков, за нарушение условий использования сервиса. После блокировки главной страницей Лебедева стала «ВКонтакте», по его утверждению.

## Оценки деятельности
Леонид Каганов в одном из выпусков программы «Ленивые будни» заявил, что для него Лебедев является экспертом и авторитетом № 1 по русскому языку, сам Лебедев там же заявлял, что единственный эксперт в русском языке — Д. Э. Розенталь.

## Отражение в культуре
Упоминается в книге Игоря Ашманова «Жизнь внутри пузыря» как «Дизайнер всея Рунета». В 2000 году снялся в роли вышедшего из тюрьмы уголовника в рекламном ролике Яндекса. В 2012 году снялся в рекламе компании «Билайн». Является прототипом героя романа «Запасной инстинкт» Татьяны Устиновой. В 2024 году снялся в рекламе автомобиля GAC GS3.
В рамках экспериментального документального проекта «Человек.doc» был написан спектакль под названием «Артемий Лебедев. Человек.doc». Спектакль впервые был показан 6 апреля 2013 года. В спектакле используется ненормативная лексика. Режиссёром спектакля выступил художественный руководитель театра «Практика» Эдуард Бояков.

## Общественная и политическая деятельность

### Взгляды
В резкой форме выступает против благотворительности по отношению к больным людям и пенсионерам, предлагая вкладывать деньги в строительство дорог, а также занимает активную антирелигиозную позицию.
Совместно с Маратом Гельманом объявлял конкурс на разработку знака «Здесь могут быть оскорблены религиозные чувства верующих». Православные активисты отреагировали на этот ход иском в суд.
Критиковал логотип Петербургского метрополитена.
В 2020 году Артемий принял участие в съёмках агитационного ролика о поправках в Конституцию России для телеканала RT, что вызвало негативную реакцию либеральной общественности. Однако позже, в одном из интервью, он призвал не ходить на данное голосование, одновременно заявив, что «презирает всех оппозиционеров и либералов».
В ходе протестов в Беларуси 2020 года выступал в поддержку Александра Лукашенко. Резко высказывался против Степана Путило, основателя белорусского оппозиционного канала NEXTA, обвиняя того в сотрудничестве с польской разведкой. 23 сентября выдержки из передачи Лебедева показали по главному гостелеканалу «Беларусь 1».
С июля 2021 года — ведущий рубрики «Бесит» для стрима «Прекрасная Россия бу-бу-бу» на RT.
В 2014 году поддержал аннексию Крыма, в 2022 году приветствовал признание самопровозглашённых ДНР и ЛНР, но не поддержал российское вторжение на Украину, заявив: «мы напали на соседа и самым некрасивым образом».

### Конфронтация с Алексеем Навальным
25 января 2017 года Лебедев и российский оппозиционер Алексей Навальный встретились на дебатах в студии телеканала «Дождь». Начало конфронтации положили сообщения Лебедева в Facebook, в которых он критиковал Фонд борьбы с коррупцией и его запросы в Федеральную антимонопольную службу о деятельности Студии Артемия Лебедева. Позже Лебедев пригласил Алексея Навального прояснить ситуацию на дебатах. Навальный принял вызов. Основной претензией Навального являлось то, что Студия Артемия Лебедева скрывает государственные контракты. В результате Лебедев признал, что проиграл дебаты, сославшись на малый опыт подобных публичных выступлений.

### Санкции и уголовное преследование на Украине
31 марта 2017 года за «деятельность, направленную на нанесение вреда национальным интересам в сфере информационной безопасности» Лебедеву был запрещён въезд на Украину, в частности из-за посещения Крыма и Донецка без согласования с украинскими властями.
22 января 2023 года внесён в санкционный список Украины публичных деятелей, которые «публично призывают к агрессивной войне, оправдывают и признают законной вооружённую агрессию РФ против Украины, временную оккупацию территории Украины». Ранее Лебедев, как российский пропагандист, был внесён ФБК в список коррупционеров и разжигателей войны, с предложением введения против него международных санкций.
21 марта 2023 года, на фоне вторжения России, служба безопасности Украины объявила, что Лебедев является подозреваемым по уголовному делу. Его обвиняют в оправдании войны и отрицании вооружённой агрессии (часть 3 статьи 436-2 УК Украины). По версии спецслужбы, в июне 2022 года Лебедев незаконно попал на территорию Запорожской атомной электростанции, где снял «заказной репортаж для кремлёвских медиаресурсов» по захвату энергообъекта, а затем распространял материал на свою полумиллионную аудиторию в соцсетях.
В июле 2023 года Высший антикоррупционный суд Украины конфисковал две квартиры Лебедева в центре Киева. Они находились в прямом владении Лебедева, а также косвенно через бизнес-партнёра Константина Моршнева. В сентябре 2023 года квартиры и иное имущество было передано в управление Госфонда Украины, который намерен сдать или продать конфискованные квартиры, а вырученные деньги направить на ликвидацию последствий российского вторжения.

## Личная жизнь
По собственному утверждению, является отцом 11 детей: пятерых дочерей и шести сыновей — мать одного из них, Саввы (родился в 2001 году), — журналистка Марина Литвинович. В интервью с Ксенией Собчак заявил, что имеет 10 детей от пяти жён. Пятая жена — Алёна Лебедева (развелись в 2024 году) — дизайнер, мать шестерых младших детей Лебедева. 12 августа 2025 года Лебедев в одиннадцатый раз стал отцом. Об этом 13 августа 2025 года он сообщил в своём Instagram.

## Награды
- Медаль ордена «За заслуги перед Отечеством» II степени (26 августа 2020 года) — за заслуги в становлении и развитии российского сегмента информационно-телекоммуникационной сети «Интернет»[118].
- Премия «Феникс» от портала RuTube (2024)[119].

### Интервью
- Артемий Лебедев – магистр мата и отец 10 детей (Youtube-канал «вДудь» — Юрия Дудя; 5 декабря 2017)
- Артемий Лебедев про шутку с побегом, президенте Собянине и логотипе за 100 тысяч (Youtube-канал «А поговорить?» — Ирины Шихман; 23 августа 2019)
- АРТЕМИЙ ЛЕБЕДЕВ: О свободе 90-х, отношениях с козой и преемнике Путина (Youtube-канал «Осторожно: Собчак» — Ксении Собчак; 17 августа 2020)
- Артемий Лебедев: мне просто жалко интеллигенцию моей страны. Про честные новости и бездушные соцсети (Youtube-канал «Сама Меньшова» — Юлии Меньшовой; 7 апреля 2022)
- Лебедев – большой разговор (Youtube-канал «вДудь» — Юрия Дудя; 1 августа 2024)